# خلدون الشريف
خلدون الشريف هو سياسي وناشط اجتماعي وصيدلي لبناني، عملَ رئيسًا للجنة الحوار اللبناني الفلسطيني في الفترة ما بين يونيو 2012 حتى أبريل 2014، وهو مستشار سياسي سابق لرئيس الحكومة اللبنانية نجيب ميقاتي.

## حياته وعمله
وُلد خلدون في طرابلس عام 1962، وفي عام 1985 حصل على إجازة بكالوريوس في الصيدلة من جامعة بغداد في العراق، وهو مُتزوج من سهير دندشي ولهما ولدان ديمة وعمر .
عينَ في الفترة ما بين يونيو 2012 حتى أبريل 2014 رئيسًا للجنة الحوار اللبناني الفلسطيني، كما برزَ في عددٍ من الميادين الاجتماعية والسياسية كشخصيةٍ فاعلة في مجال حل النزاعات، حيثُ حاول معالجة تداعيات نزوح الفلسطينيين القادمين من سوريا. وله مقالات في وسائل نشر متعددة و يُعتبر خلدون الشريف ضيفًا دائمًا في وسائل الإعلام اللبنانية والعربية.